# 黄田村
30°27′40″N 118°29′50″E / 30.46111°N 118.49722°E
黄田村位于中国安徽省泾县榔桥镇，是以朱姓为主聚居的村落，黄田村古建筑群于2006年被列为第六批全国重点文物保护单位。
黄田村始建于宋，现存清代建筑56处共135栋，总建筑面积三万多平方米。村内主要建筑有洋船屋（笃诚堂）、思慎堂、聚星堂、旗峰公家庙、敬修堂、崇德堂、思永堂、东新桥等。